# Björn Molinder
Björn Rohland Molinder, född 7 maj 1969, är en svensk Taekwon-doutövare.
Molinder tog guld i International Taekwon-Do Federations Taekwondo VM i Sydkorea 2010 i grenen kross. Grenen kross går ut på att med hjälp av olika tekniker slå av så många plankor som möjligt. Molinder har tidigare ett NM-silver.